# Ian McMillan
Ian McMillan (18. března 1931, Airdrie – 16. února 2024) byl skotský fotbalista, záložník. Po skončení aktivní kariéry působil jako trenér. Je členem skotské fotbalové síně slávy.

## Fotbalová kariéra
Ve skotské lize začínal v týmu Airdrieonians FC. Dále hrál za Glasgow Rangers, se kterým získal čtyři mistrovské tituly a čtyři vítězství v poháru. Kariéru zakončil v mateřském klubu Airdrieonians FC. V Poháru mistrů evropských zemí nastoupil ve 13 utkáních a dal 6 gólů a v Poháru vítězů pohárů nastoupil v 6 utkáních a dal 1 gól. Za reprezentaci Skotska nastoupil v letech 1952–1961 v 6 utkáních a dal 2 góly. Byl členem skotské fotbalové reprezentace na Mistrovství světa ve fotbale 1954, ale v utkání nenastoupil.

## Ligová bilance
| Ročník                    | Zápasy | Góly | Klub             |
| ------------------------- | ------ | ---- | ---------------- |
| 2. skotská liga 1948/1949 | -      | -    | Airdrieonians FC |
| 2. skotská liga 1949/1950 | 9      | 5    | Airdrieonians FC |
| 1. skotská liga 1950/1951 | 15     | 9    | Airdrieonians FC |
| 1. skotská liga 1951/1952 | 28     | 8    | Airdrieonians FC |
| 1. skotská liga 1952/1953 | 30     | 11   | Airdrieonians FC |
| 1. skotská liga 1953/1954 | 26     | 5    | Airdrieonians FC |
| 2. skotská liga 1954/1955 | -      | -    | Airdrieonians FC |
| 1. skotská liga 1955/1956 | 31     | 23   | Airdrieonians FC |
| 1. skotská liga 1956/1957 | 28     | 13   | Airdrieonians FC |
| 1. skotská liga 1957/1958 | 27     | 8    | Airdrieonians FC |
| 1. skotská liga 1958/1959 | 26     | 8    | Glasgow Rangers  |
| 1. skotská liga 1959/1960 | 27     | 13   | Glasgow Rangers  |
| 1. skotská liga 1960/1961 | 28     | 9    | Glasgow Rangers  |
| 1. skotská liga 1961/1962 | 24     | 4    | Glasgow Rangers  |
| 1. skotská liga 1962/1963 | 12     | 1    | Glasgow Rangers  |
| 1. skotská liga 1963/1964 | 10     | 1    | Glasgow Rangers  |
| 1. skotská liga 1964/1965 | 33     | 13   | Airdrieonians FC |
| 2. skotská liga 1965/1966 | 19     | 4    | Airdrieonians FC |
| CELKEM 1. skotská liga    | 338    | 17   |                  |

## Trenérská kariéra
Trénoval Airdrieonians FC.